# 海军广场街道
海军广场街道，是中华人民共和国辽宁省大連市中山区下辖的一个乡镇级行政单位。

## 行政区划
海军广场街道下辖以下地区：
春海社区、春景社区、春德社区、春山社区、华乐社区、春和社区、港湾社区、海军广场社区和育才社区。